# 쾰른
쾰른(독일어: Köln 듣기 (도움말·정보), 쾰른어: Kölle)은 독일 노르트라인베스트팔렌주의 도시이다. 베를린, 함부르크, 뮌헨에 이어 독일에서 가장 큰 도시로, 옛 프로이센에서는 베를린 다음으로 제2의 도시였다. 기원전 38년 로마 제국에 의해 세워졌으며 독일에서 가장 오래된 도시들 중 하나이다. 쾰른은 서기 50년 로마의 도시 지위를 수여받았다.
라인강에 위치하고 있으며 쾰른 대성당은 로마 가톨릭교회 쾰른 대주교의 소재지이다. 쾰른 대학교는 유럽의 가장 오래된 대학들 중 하나이다.
또한 쾰른은 라인란트의 주요한 문화적 중심이며 활기에 넘치는 예술 현장을 갖고 있다. 30개 이상의 박물관과 수 백여 개 화랑의 터전이다. 전람회는 고대 로마 유적에서 현대의 그림과 조각품까지 범위를 갖는다. 쾰른 무역 박람회는 예술 쾰른 박람회,국제 가구 박람회, 포토키나 (Photokina) 같은 수많은 무역 쇼를 주최한다. 쾰른은 또한 쾰른 카니발 제전, 연례 레게 썸머잼, 게이/레즈비언 프라이드 페스티벌 크리스토퍼 스트리트 데이 (CSD)으로 잘 알려져있다.
독일 안에서 쾰른은 중요한 대중 매체 중심으로서 알려진 상태이다. WDR, RTL, VOX를 포함하는 몇몇 라디오와 텔레비전 방송국들은 쾰른에 기반을 둔다.

## 역사
쾰른은 Colonia Claudia Ara Agrippinensium의 이름으로 서기 50년 로마인들의 도시로서 인식됐었다. 상당한 로마인의 유적이, 1900년 된 옛 로마 보트의 유명한 발견이 2007년 후반 이루어졌던 곳인 특히 부두 지역,동시대의 쾰른에서 발견될 수 있다.260년에서 271년까지 쾰른은 포스투무스, 마리우스, 빅토리누스 황제가 통치하던 갈리아 제국의 수도였다. 310년에 콘스탄티누스 1세의 통치아래 다리가 쾰른에 라인강 너머로 건설되었다. 서기 313년 주교로서 선출되었던, 마데르누스는 최초의 알려진 쾰른의 주교였다. 도시는 서기 459년에 프랑크족에 의해 점령당할 때까지 로마 제국 속주의 주도였다. 785년 쾰른은 대주교의 소재지가 되었다.
중세에 신성 로마 제국의 시기 동안, 쾰른의 대주교는 일곱 선제후 중 한 명이자 세 명의 교회 선제후 중 한 명이었다. 대주교는 거대한 세속의 영지를 다스렸지만 1288년 지그프리드 2세가 전투 (battel of worringen)에서 패배하였고, 본에 망명할 것을 강요받게 된다.
2차대전 중, 영국 공군의 장군 아더 T. 해리스의 지휘아래 있던 폭격기 1080여 대가 쾰른시를 1942년 5월 31일에 폭격을 감행하는 일명 '밀레니엄 작전'을 실행해 20분 만에 시는 괴멸, 6만여 명의 민간인이 사망했다. 이때 쾰른 대성당은 문화유산이라는 명목 하에 타깃에서 제외되었지만 이 역시 심하게 그을리는 등 피해를 입었다.

## 인구
쾰른은 거주 인구 측면에서 독일에서 베를린, 함부르크, 뮌헨 다음으로 네 번째로 큰 도시이다. 공식적으로, 도시는 100만명(2006년 12월 31일로서 989,766명)보다 다소 적다. 쾰른은 이웃하는 본, 레버쿠젠, 베르기쉬 글라드바하 도시들을 포함하는 2백만 가량의 대도시권의 중심지이다.
지역 통계에 따르면, 2006년 도시의 인구 밀도는 평방 킬로미터 당 2,528명이었다. 인구의 31.4%가 거기에 이주를 해온 상태이며, 쾰른 인구의 17.2%가 비 독일인 이었다. 전체 인구의 6.3%를 구성하는 가장 큰 그룹은 튀르키예인이었다. 2007년 9월로서, 쾰른에 사는 거의 터키 태생의 대략 12만 명의 이슬람 교도들이 있었다.시의 인구는 18세 아래 15.5%, 18세에서 64세까지 67.0%, 65세 이상 17.4%로 나타났다. 전체 100명의 여성당 95명의 남성이 있었다.

## 문화

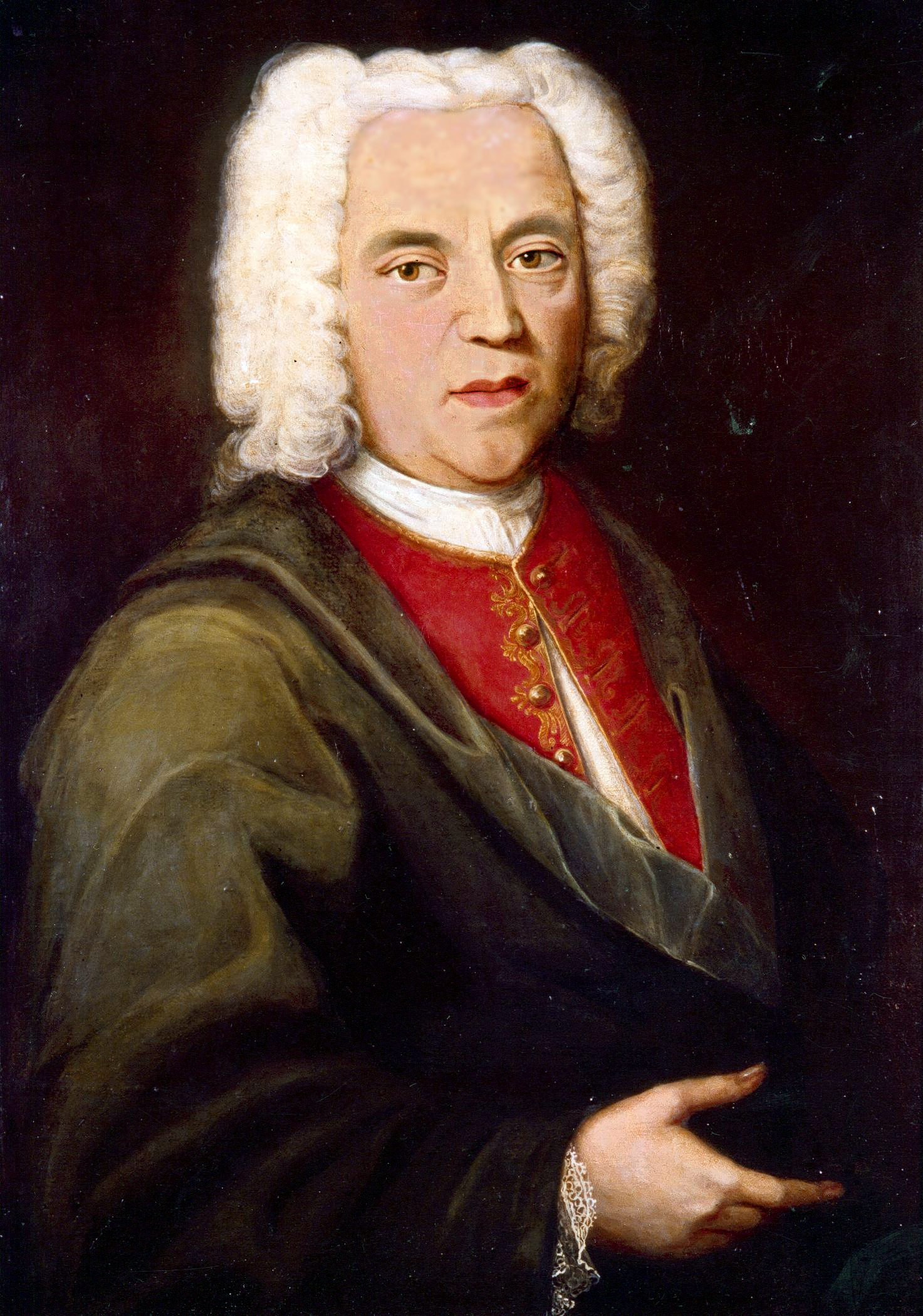
향수 제조가
조안 마리아 파리나

쾰른은 쾰시 (Kölsch)로 불리는, 지역 맥주로 잘 알려져 있다. 쾰시는 또한 그 지역 방언의 이름이다. 이것은 쾰시가 당신이 마실 수 있는 유일한 언어라는 평범한 농담을 인도했다. 쾰시는 200ml 용량의 가늘고 긴 잔, 슈탕에(Stange)에 담아 준다. 빈 잔을 코스터(컵 받침) 위에 올려두기만 하면 요청하지 않아도 알아서 새 맥주를 채운 잔으로 바꿔주며 회전률이 높다.
쾰른은 또한 '오 드 콜로뉴'(Eau de Cologne)으로 유명하다. 18세기 초기에, 향수 제조가 조안 마리아 파리나 (1685년 ~ 1766년)가 새로운 향기를 창조했고 그의 고향 쾰른의 이름을 따서, 오우 드 쾰른 ("쾰른의 물"을 뜻함) 이라 명명하였다. 18세기가 전개함에 따라 향기는 점점 인기있게 되었다. 마침내, 쾰른 상인 빌헬름 뮐헨스는 계약 아래 당시에 오우 드 쾰른을 위한 일상의 명칭이 되었었던 그 이름 파리나를 확보했고, 쾰른의 글락켄가스세에 조그만 공장을 열었다. 몇 년 뒤에 법정 싸움으로부터 압력 아래, 그의 손자 페르디난드 뮐헨스가 그 회사와 그들의 상품을 위한 새로운 이름을 선택했었다. 숫자 4711은 19세기 초기에 라인란트의 프랑스 점령 동안 글락켄가스세에 그 공장에 주어졌던 번지 수였다. 1994년에, 뮐헨스 가는 그들의 회사를 독일의 웰라 법인에게 팔았었다. 2003년 프록터 앤드 갬블사가 웰라를 인수했다. 오늘날, 최초의 오우 드 쾰른은 아직도 현재 8대손 파리나 가 (1709년이래로 파리나 게겐뉘버)와 2006년 12월 상표 4711을 샀었던 Mäurer & Wirtz 의해 쾰른에서 생산된다.

### 사육제
쾰른 사육제는 유럽에서 가장 큰 거리 축제 중 하나이다. 쾰른에서, 사육제 시즌은 공식적으로 새로운 사육제 시즌의 선언과 함께 11월 11일 오전 11시에 시작하며 재의 수요일까지 지속한다. 그러나 소위 "미친 날들" (Tolle Tage)은 거리 사육제의 시작인 '여성의 사육제' (Weiberfastnacht) 혹은 방언으로 'Wieverfastelovend'(재의 수요일 전 목요일)까지 시작하지 않는다. 수백, 수 천의 방문자들이 이 기간 동안 쾰른에 모인다. 일반적으로 약 백 만의 사람들이 재의 수요일 전 목요일에 거리에서 축제를 한다.

## 기후
| 쾰른 (쾰른 본 공항)의 기후                                     | 쾰른 (쾰른 본 공항)의 기후 | 쾰른 (쾰른 본 공항)의 기후 | 쾰른 (쾰른 본 공항)의 기후 | 쾰른 (쾰른 본 공항)의 기후 | 쾰른 (쾰른 본 공항)의 기후 | 쾰른 (쾰른 본 공항)의 기후 | 쾰른 (쾰른 본 공항)의 기후 | 쾰른 (쾰른 본 공항)의 기후 | 쾰른 (쾰른 본 공항)의 기후 | 쾰른 (쾰른 본 공항)의 기후 | 쾰른 (쾰른 본 공항)의 기후 | 쾰른 (쾰른 본 공항)의 기후 | 쾰른 (쾰른 본 공항)의 기후 |
| 월                                                             | 1월                        | 2월                        | 3월                        | 4월                        | 5월                        | 6월                        | 7월                        | 8월                        | 9월                        | 10월                       | 11월                       | 12월                       | 연간                       |
| -------------------------------------------------------------- | -------------------------- | -------------------------- | -------------------------- | -------------------------- | -------------------------- | -------------------------- | -------------------------- | -------------------------- | -------------------------- | -------------------------- | -------------------------- | -------------------------- | -------------------------- |
| 역대 최고 기온 °C (°F)                                         | 16.2 (61.2)                | 21.0 (69.8)                | 25.3 (77.5)                | 30.8 (87.4)                | 34.4 (93.9)                | 36.8 (98.2)                | 40.3 (104.5)               | 38.8 (101.8)               | 33.1 (91.6)                | 27.6 (81.7)                | 20.2 (68.4)                | 16.7 (62.1)                | 40.3 (104.5)               |
| 일평균 최고 기온 °C (°F)                                       | 5.9 (42.6)                 | 7.2 (45.0)                 | 11.4 (52.5)                | 16.1 (61.0)                | 19.7 (67.5)                | 22.7 (72.9)                | 24.9 (76.8)                | 24.5 (76.1)                | 20.4 (68.7)                | 15.2 (59.4)                | 9.8 (49.6)                 | 6.5 (43.7)                 | 15.4 (59.7)                |
| 일일 평균 기온 °C (°F)                                         | 3.0 (37.4)                 | 3.6 (38.5)                 | 6.7 (44.1)                 | 10.4 (50.7)                | 14.1 (57.4)                | 17.1 (62.8)                | 19.0 (66.2)                | 18.5 (65.3)                | 14.8 (58.6)                | 10.8 (51.4)                | 6.7 (44.1)                 | 3.8 (38.8)                 | 10.7 (51.3)                |
| 일평균 최저 기온 °C (°F)                                       | 0.0 (32.0)                 | 0.1 (32.2)                 | 2.0 (35.6)                 | 4.5 (40.1)                 | 8.1 (46.6)                 | 11.2 (52.2)                | 13.3 (55.9)                | 12.8 (55.0)                | 9.7 (49.5)                 | 6.8 (44.2)                 | 3.5 (38.3)                 | 1.0 (33.8)                 | 6.1 (42.9)                 |
| 역대 최저 기온 °C (°F)                                         | −23.4 (−10.1)              | −19.2 (−2.6)               | −13.4 (7.9)                | −8.8 (16.2)                | −2.9 (26.8)                | −0.5 (31.1)                | 2.9 (37.2)                 | 1.9 (35.4)                 | −1.3 (29.7)                | −6.0 (21.2)                | −10.4 (13.3)               | −18.0 (−0.4)               | −23.4 (−10.1)              |
| 평균 강수량 mm (인치)                                          | 61.7 (2.43)                | 53.8 (2.12)                | 55.0 (2.17)                | 48.2 (1.90)                | 62.1 (2.44)                | 86.3 (3.40)                | 87.4 (3.44)                | 83.3 (3.28)                | 66.9 (2.63)                | 64.7 (2.55)                | 63.5 (2.50)                | 69.2 (2.72)                | 802.1 (31.58)              |
| 평균 강수일수 (≥ 1.0 mm)                                       | 17.2                       | 16.3                       | 16.0                       | 13.0                       | 14.4                       | 14.4                       | 15.4                       | 14.5                       | 14.2                       | 15.6                       | 17.4                       | 19.1                       | 187.6                      |
| 평균 강설일수 (≥ 1.0 cm)                                       | 4.0                        | 3.3                        | 0.8                        | 0.1                        | 0                          | 0                          | 0                          | 0                          | 0                          | 0                          | 0.3                        | 2.1                        | 10.6                       |
| 평균 상대 습도 (%)                                             | 81.8                       | 78.4                       | 72.9                       | 67.2                       | 68.9                       | 70.8                       | 70.9                       | 73.0                       | 77.8                       | 81.5                       | 83.7                       | 83.9                       | 75.9                       |
| 평균 월간 일조시간                                             | 54.3                       | 74.8                       | 124.8                      | 172.6                      | 198.7                      | 201.3                      | 207.2                      | 196.6                      | 149.5                      | 104.6                      | 58.9                       | 45.3                       | 1,588.6                    |
| 출처 1: 독일 기상청 (평년값: 1991년~2020년, 극값: 1957년~현재) |                            |                            |                            |                            |                            |                            |                            |                            |                            |                            |                            |                            |                            |
| 출처 2: 세계기상기구                                           |                            |                            |                            |                            |                            |                            |                            |                            |                            |                            |                            |                            |                            |

## 자매도시
쾰른은 다음 도시들과 함께 "자매 결연" 된 상태이다:
| - - 리버풀, 영국, 1952년 이래 - - 릴, 프랑스, 1958년 이래 - - 리에주, 벨기에, 1958년 이래 - - 로테르담, 네덜란드, 1958년 이래 - - 토리노, 이탈리아, 1958년 이래 - - Esch-sur-Alzette, 룩셈부르크, 1958년 이래 - - 교토시, 일본, 1963년 이래 - - 튀니스, 튀니지, 1964년 이래 - - 투르쿠, 핀란드, 1967년 이래 - - Neukölln, 베를린, 1967년 이래 - - 텔아비브, 이스라엘, 1979년 이래 - - 바르셀로나, 스페인, 1984년 이래 - - 베이징, 중국, 1987년 이래 - - 코크, 아일랜드, 1988년 이래 - - 테살로니키, 그리스, 1988년 이래 | - - Corinto / El Realejo, 니카라과,1988년 이래 - - 인디애나폴리스, 인디애나주, 미국, 1988년 이래 - - 볼고그라드, 러시아, 1988년 이래 - - Treptow-Köpenick, 베를린, 1990년 이래 - - 카토비체, 폴란드, 1991년 이래 - - 베들레헴, 팔레스타인, 1996년 이래 - - 이스탄불, 터키, 1997년 이래 - - Cluj-Napoca, 루마니아, 1999년 이래 - - Igny, 프랑스 - - Brive-la-Gaillarde, 프랑스 - - Hazebrouck, 프랑스 - - Eygelshoven, 네덜란드 |